# Trigonexora decemstillata
Trigonexora decemstillata is een keversoort uit de familie bladkevers (Chrysomelidae). De wetenschappelijke naam van de soort werd in 1958 gepubliceerd door Bechyne.